# 吕留良

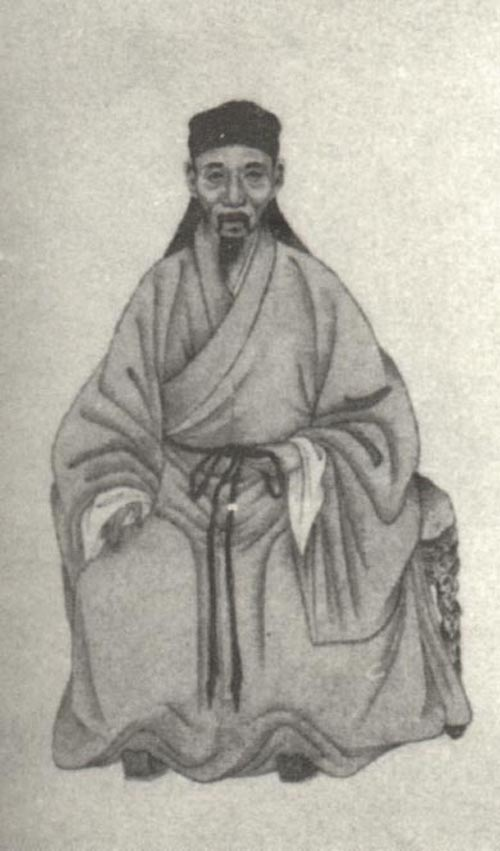
呂留良在《清代學者象傳》第二集中的畫像。

呂留良（1629年—1683年），别名光輪，字用晦，又字莊生，号晚村，别号有耻齋老人、耻翁、呂醫山人、南陽布衣等；晚年剃髮出家，法名耐可，字不昧，号何求老人，浙江嘉興府崇德縣（今桐鄉市崇福镇）人，明末清初思想家。著有《東莊詩存》、《晚村先生文集》、《東莊醫案》，以及七言絕句詩作《述懷》等。他也長期致力於八股文之文學批評。
許多他的著作紀錄在曾靜所引發的文字獄事件中遭毀。

## 生平

### 早年
呂留良的曾祖父是呂熯；呂熯的妻子是南城郡主，南城郡主是淮國藩王的女兒。他的父親是呂元學；呂元學於萬曆二十八年（1600年）中舉，後於繁昌縣任知縣。呂元學生有五子，分別是呂大良、呂茂良、呂願良、呂瞿良、呂留良。呂茂良曾任刑部侍郎。呂留良的生母是呂元學的側室楊孺人。
呂留良自述在父親過世四個月後出生，出生後隨即為父服喪。後來，他被三兄呂願良的妻子照顧，但兄嫂在他三歲時過世，他隨即被過繼給堂伯父呂元啟。不久，他的祖母、嗣父母也過世。生母過世於他十三歲時，年僅三十七歲。他自述自出生以來不間斷為諸長輩服喪直至十五歲。
呂留良自述幼年時沒有跟隨特定學者學習，但始即接觸並認同朱熹的著作內容（對於傳統儒學經典的註解），又因該些內容而認同程頤、張載等理學學者的主張，最終因而認同孔子與孟子的思想和論述。
《碑傳集補》中記載呂留良在得知崇祯帝朱由檢在兵亂中死去（另見甲申之變）時哀慟不已。 呂留良也在《寄秦開之先生》中表示自己在甲申之變發生後焚毀先前所寫作品，並決意遠離詞賦文學。
呂留良一度耗費家產、廣為結交，與孫爽、呂宣忠（三兄呂願良之子）等從事於對抗清朝統治之事業，後失敗逃離家鄉。

### 清初
順治四年（1647年），呂留良在得知呂宣忠因參與於南明政權率兵抗清而被逮捕並處死後，自幼即患有的咳血症狀加重，嘔出「數升」血。
順治八年（1651年），呂願良在貧病交加中過世，好友孫爽亦於同年過世；呂留良為此感到十分哀痛頹喪。後來，呂留良將自己的孫子過繼給呂宣忠。
順治十年（1653年），呂留良易名並應考試成為生員；而後，他每次參加考試都取得突出結果。 後來，他對如此經歷多次表示後悔。
順治十二年（1655年），他開始批評選集時下的八股文作品。
順治十六年（1659年），呂留良結識黃宗羲、黃宗炎兄弟，以及高鬥魁等人。
順治十八年（1661年）夏季，呂留良請求錢謙益為他改字，錢謙益將他的字改作「留侯」，並著〈呂留侯字說〉一文。

### 中年以後
康熙三年（1664年），抗清名士張煌言遭清廷處死後，呂留良作詩〈九日書感〉哀悼，並感慨抗清運動之無法團結。
在與黃宗羲、黃宗炎、高鬥魁等人多次往來過程，呂留良萌生退出科舉以保持名節的想法。
康熙四年（1665年），他決意退出科舉並隱居於家鄉。 呂葆中稱，康熙五年（1666年），呂留良在縣學例考前，拜見教諭並表示將告別其他生員；隔日，呂留良不再進入考場，有關當局於是按規定將他除名。 呂葆中還稱，教諭（學使）陳執齋得知當下十分錯愕，呂留良隨即出示《耦耕詩》並向其闡明己意。當地社會得知消息後，人們都十分驚異；呂留良的親友都感到十分困惑，並急於得知實際情況；但是，呂留良的神態顯得十分愉快。 隨著諸生身份失去，呂留良在日常生活中失去優待與特權，也失去官府給予的糧食配給，先前結識的許多友人也不再與他往來。 同年前後，他與黃宗羲也因思想立場等歧異衝突深且多，而互相決定不再往來。
康熙五年以後，他開始藉由批評時下之八股文作品抒發情緒，針對清朝的統治和王陽明學說的流行發表見解；這樣的做法引來了黃宗羲、萬斯同、范鄗鼎、王士禛等人的批評。後來，由於厭惡被列為時下八股文之選評名家等，他在康熙十二年（1673年）停止此類活動。 此後，他在過世前之十餘年間，致力於整理發行朱熹的著作，提倡朱熹的思想。
康熙十七年（1678年）及康熙十九年（1680年），他拒絕清朝朝廷博學鴻儒之邀請徵集，並堅持隱居。
明鄭作為最後一個與明朝直接相關的政權，結束於他死去的那一年（康熙二十二年，1683年）。
雍正十年（1732年），雍正帝在針對曾靜有關提倡呂留良之思想，所進行之文字獄中，將他與呂葆中的屍體毀壞，又搜集燒毀他的許多著作。

## 思想主張
呂留良極度推崇朱子與四書，認為「舍四子書之外，亦無可講之學」，「救正之道，必從朱子，求朱子之學，必於《近思錄》始」。同時，他還將陽明心學的流行視為明朝滅亡的重要原因。
呂留良極為看重《春秋》尊王攘夷之核心思想，認為該概念要比「君臣之義」更加重要：
|  | 君臣之義固重，而更有大於此者。所謂大於此者何耶？以其攘夷狄、救中國於披髮左衽也。 |

## 後代
他的長子是呂葆中。他告誡並反對呂葆中進入清朝官僚系統；但是，呂葆中在他過世後參加科舉，於康熙四十五年（1706年）榜眼及第。
在曾靜提倡呂留良的思想所引發的文字獄事件中，呂葆中與呂留良的屍體被施以破壞之刑罰，呂毅中被斬首，其他被雍正帝等判定免於處死的後代被流放至寧古塔；乾隆四十年（1775年），又有一些呂留良的後代被強制遷徙至齊齊哈爾。直至宣統元年（1909年），居住在該些地區的後代才被免除身份上的限制。 居住在該些地區的後代因不被允許參加科舉，世代相傳以行醫、經商為謀生方式，後又擴張至其他產業。

## 影響
乾隆年間以後，在清朝統治下的知識份子避免談論與他有關的內容。但是，在朝鮮王朝統治下的朝鮮半島等地區，呂留良聲名遠播，其著作廣受關注。
章太炎在為鄒容之《革命軍》所寫之序文中，提到其思想受呂留良影響。

## 評價
- 顧炎武：「梨州、晚村，一代豪傑之胤，朽人不敢比也。」[20]
- 陸隴其：「先生之學，已見大意，闢除蓁莽，掃去雲霧，一時學者，獲睹天日，如遊坦途，功亦巨矣」[2]
- 車鼎豐：「晚村呂子出，痛聖學之將湮，憫人心之陷溺，購刊遺書，廣播宇內。於時文評語中，輒為之釐正是非，大聲疾呼，以震醒聾聵，而朱子之學始皎然復明於世。」[21]
- 錢穆：「自朱子卒至是四百餘年，服膺朱子而闡述其學者眾矣，而絕未有巨眼深心用思及此者。自此以往，朱學益發皇，然無慮皆熟軟媚上，仰異族恩威之鼻息，奉以為古聖先賢之淵旨。窺帝王之意向，定正學之南針。極其能事，尚有愧夫吳、許，更無論晚村所云云矣。然則晚村不愧清楚講朱學一大師，於晦庵門墻無玷其光榮。」[22][23]
- 雍正帝之《大義覺迷錄》中針對呂留良的言行思想等，提出許多負面評論。[24]

## 大眾文化
- 他出現在金庸《鹿鼎記》小說作品中。[25]
- 江南八俠之一之呂四娘，被人們認為是他的女兒或孫女，習武以向清朝皇帝報家人遇害之仇。

## 參看
- 經世之學
- 張履祥
- 陸隴其